# Вила парк
Вила парк (енгл. Villa Park) је фудбалски стадион у Бирмингему, Енглеска. Вила парк је дом Астон Виле од 1897. године. Клуб је претходно играо на Астон парку од 1874. до 1876. и Пери Бар-у од 1876. до 1897. године. Укупан капацитет стадиона је 42.788 седећих места. Стадион је удаљен мање од миље од железничких станица Астон и Витон. Био је домаћин шеснаест утакмица сениорске фудбалске репрезентације Енглеске, прве 1899. и последње 2005. године. То је био први енглески стадион на којем су игране утакмице репрезентације у три различита века. На Вила парку је одиграно више полуфиналних утакмица ФА купа него на било ком другом стадиону, укупно је одиграно 55.
Године 1897. Астон Вила се преселила у Астон Лоуер Гроундс (Aston Lower Grounds), који је касније преименован у Вила парк, спортски терен у Викторијанском забавном парку који се налазио на бившем поседу Астон Хола, свечаног дома. Током своје историје стадион је прошао разне фазе обнове и развоја, што је резултовало данашњом конфигурацијом трибина Холт Енд, Тринити роуд, Норт стенд и трибином Даг Елис.
Пре 1914. око терена се налазила бициклистичка стаза, па су редовно одржавана бициклистичка и атлетска такмичења. Поред фудбала, на стадиону је одржано неколико концерата као и остали спортски догађаји, укључујући боксерске мечеве и међународне рагби лига и рагби јунион мечеве.

## Историја
Проблем са претходним домом Астон Виле, Пери Бар-ом, је био лош приступ стадиону и велика цена закупа. Због тога Астон Вила 1894. започиње преговоре са власницима Астон Лоуер Гроундс-а, који се тада налазио у оквиру Викторијанског забавног парку и састојао се од фудбалског и крикет терена, атлетске стазе, и мале трибине.
Тај простор је првобитно био повртњак Томаса Холта (по њему носи име трибина Холт Енд), власника Астон Хола, а касније је постао Викторијански забавни парк са акваријумом и великом двораном. Данашњи терен се налази на месту Доувхаус базена, украсног рибњака исушеног 1889. године. На месту базена су тадашњи власници Лоуер Гроундс-а изградили бициклистичку стазу и спортски стадион који је отворен 10. јуна 1889. године за комбиновани бициклистички и атлетски догађај.
Представници Астон Виле су постигли договор са Едгаром Флоуером, тадашњим власником Лоуер Гроундс-а, око 21-годишњег закупа са ценом од 300 фунти годишње и са опцијом да купе локацију у било ком тренутку трајања уговора. Пре него што су се преселили, они су изградили нову главну трибину и уз њу отворене трибине на преостале стране, тако да је стадион тада могао да прими око 40.000 гледалаца. Иако не још комплетно завршен, стадион је отворен 17. априла 1897. пријатељском утакмицом Астон Виле и Блекберн роверса, недељу дана након што је Астон Вила освојила дуплу круну (лига и ФА куп).
Просечна посета од 21.000 гледалаца је 1899. омогућила клубу да инвестира у побољшање стадиона у две фазе. Прва фаза је укључивала постављање крова на Тринити роуд трибину, као и обнову трибина око стазе да би се исправио дизајнерски пропуст који је проузроковао лош поглед на терен за већи део публике. Вила је 1911. купила земљиште на којем се стадион налазио за 8,250 фунти, као и канцеларијске зграде у старом акваријуму и паркинг простор за 1,500 фунти. У јуну 1914. је почела још једна фаза побољшања Вила парка, да би се надметао са побољшањима на другим стадионима широм земље, укључујући Евертонов Гудисон парк, где је била управо завршена трибина на два нивоа. Прво је уклоњена бициклистичка стаза, а затим је урађено поновно профилисање свих трибина да би их приближили терену. Тадашњи амбициозни директор Астон Виле Фредерик Рајндер се окренуо познатом архитекти Арчибалду Личу да дизајнира нови Вила парк, који би имао капацитет за око 100.000 гледалаца. Избијање Првог светског рата је озбиљно омело пројектовање и напоре око изградње.
Као резултат погоршања економске ситуације и повећања трошкова након рата неко време се ништа није радило на стадиону. У априлу 1922. је почела изградња нове Тринити роуд трибине, коју је дизајнирао Арчибалд Лич, која је делимично отворена августа исте године. Радови су настављени кроз сезону 1922/23, а трибина је званично отворена 26. јануара 1924. од стране тадашње Војводе од Јорка, а касније краља Џорџа VI. Стадион је тада могао да прими око 75.000 гледалаца. Коначна цена трибине је била израчуната на 89 хиљада фунти, износ који је разбеснео људе у управи клуба, који су наредили истрагу о цени изградње, чиме су 1925. приморали Рајндера да поднесе оставку.
Вила парк је остао у готово истом стању све до касних 1950-их. Осим поправки штете нанете од бомбардовања током Другог светског рата нису започети већи пројекти све до 1958-59 када су најављена четири пројекта. Као резултат тога, стари павиљон Боулинг грин-а је постао медицински центар, подрум акваријумске зграде је претворен у теретану, постављена су четири велика рефлекторска стуба, а купљен је и терен за тренинге 460 метара од Вила парка. Рефлектори су први пут употребљени у новембру 1958. у пријатељском мечу против шкотског клуба Хартс. У лето 1962. је постављен кров на трибину Даг Елис, а 1963. је стари кров у облику бурета на трибини Витон лејн, једина преостала одлика Вила парка из 1897, замењен са обичним косим кровом као на трибини Даг Елис.
Вила парк је изабран од стране ФИФА да буде домаћин три утакмице на Светском првенству у фудбалу 1966. под условом да се трибина Витон лејн покрије седиштима. У лето 1969. под руководством новог директора, Дага Елиса, је почела обнова стадиона који је био доста запуштен и била му је потребна модернизација. У лето 1976. је почело реновирање Витон лејн трибине, на којој није било већих радова од 1924. године. У првој фази је изграђен први ниво нове бетонске трибине, а у другој фази која је почела у фебруару 1977. и други ниво. Трибина је званично отворена у октобру исте године, дизајн и опрема су били импресивни за то време, укључивала је и новине као што су AV лого направљен од обојених столица као и два нивоа ВИП ложа. У том период је такође Витон Енд трибина преименована у Норт Стенд (северна трибина).
Након Хејселске трагедије, привремени Тејлоров извештај из 1989. је препоручивао да сви стадиони испуњавају највише безбедносне стандарде и да све трибине буду покривене седиштима. Током лета 1990. прве измене су направљене у складу са захтевима у извештају. На северној трибини је постављено 2.900 столица на месту стајаћих трибина, кров Холт Енда је проширен у припреми за више места, промењен је кров на Тринити Роуду, а на Витон Лејн трибини је додато још ВИП ложа. До тада, сва четири рефлекторска стуба су уклоњена, а рефлекторско осветљење је постављено на кровове трибина Трини роуд и Витон Лејн. 1992. је почела изградња нове трибине уместо Витон Лејн, а трибина капацитета 4.686 места је завршена јануара 1994. по цени од 5 милиона фунти. Исте године на 70. рођенданској свечаности бившег председника клуба, Дага Елиса, објављено је да ће новосаграђена трибина Витон Лејн бити преименована у Даг Елис.
Холт Енд је била једина преостала трибина која није испуњавала критеријуме Тејлоровог извештаја и додатни преглед је показала да би постављање седишта на постојећу трибину било неекономично. Уместо тога донета је одлука да се изгради нова трибина на два нивоа, само четири године после постављања новог крова. Рушење трибине је почело последњег дана сезоне 1993/94, а још незавршена је делимично отворена августа 1994. са 3.000 седишта на првом нивоу за прву утакмицу на Вила парку потпуно покривеном седишитима. Нова Холт Енд трибина је комплетно завршена децембра исте године и имала је капацитет од 13.501 седећих места. Стадион је био домаћин последњег финала Купа победника купова 1999. године, када су се састали Лацио и Мајорка (2:1).
Следећа на реду је била Тринити Роуд трибина 2000. године. Она је стајала ту још од 1922, иако је имала више реновирања и надоградњи. Рушење старе трибине је почело након последње утакмице у сезони 1999/00, а нова трибина је била много већа, тако да је капацитет Вила парка порастао на садашњих 42.788 седећих места. Званично је отворена у новембру 2001. од стране Чарлса, принца од Велса, баш као што је стару трибину отворио његов деда Џорџ VI 77 година раније.

## Рекорди
Рекордна посета од 76.588 гледалаца на Вила парку је забележена 2. марта 1946. на утакмици шестог кола ФА купа против Дарби каунтија. Највећа посета од постављања столица је 42.788 гледалаца 29. децембра 2009. у утакмици Премијер лиге против Ливерпула.
Највећа просечна сезонска посета у периоду након Другог светског рата је била 47.168 гледалаца у сезони 1948/49, док је најмања просечна сезонска посета била 15.237 у сезони 1985/86.